# 色·誘
《色·誘》（英語：Chloe）是2010年上映的電影，改編自2003年的法國．西班牙電影《愛上娜塔莉》，由亞曼達·塞佛瑞主演，艾騰·伊格言執導。

## 劇情大綱
在畫外音中，克蘿伊描述自己如何從事應召女郎的工作。凱薩琳是婦產科醫師，她的丈夫大衛是大學教授。凱薩琳看到大衛和一名女學生的合照後，懷疑他有外遇。
凱薩琳和大衛在餐廳遇到凱薩琳的同事，凱薩琳在洗手間短暫地遇到克蘿伊。當晚，凱薩琳從克蘿伊和她約會對象的互動中注意到她是一名應召女郎。數日後，凱薩琳從自己辦公室的窗口注意到克蘿伊進入一家高級酒吧，並推測她是到那裏見客戶，凱薩琳找到她並雇用她，想讓她測試大衛是否對自己不忠。在克蘿伊和凱薩琳見面後，她向凱薩琳表示大衛曾問自己是否能吻她，而他們之後也接吻了。凱薩琳很生氣，但要求克蘿伊繼續和大衛見面，並繼續試探大衛。之後凱薩琳要檢視克蘿伊的性病檢查報告，在克蘿伊把報告帶到她的辦公室後，她遇見凱薩琳的兒子麥可，並和他調情。
在接下來幾天裡，凱薩琳和克蘿伊多次見面，克蘿伊明確地描述自己和大衛相遇的經過，以及兩人從事性行為的細節，這讓凱薩琳興奮不已。在一次會面中，克蘿伊吻了凱薩琳，凱薩琳無法接受並匆忙離去。之後某日大衛注意到凱薩琳使用和克蘿伊相同的乳液，凱薩琳對此深感不安，之後她和克蘿伊見面，兩人一進旅館房間，凱薩琳便開始脫克蘿伊的衣服，並問她大衛是怎麼愛撫她的。克蘿伊意識到凱薩琳需要自己，便開始誘惑她並與她發生性關係。因為凱薩琳比平時晚歸，大衛問她是否有外遇，而凱薩琳也表示大衛有外遇，雙方激烈爭吵，之後被麥可打斷。
凱薩琳結束了和克蘿伊的關係，但之後和她約在大衛經常光顧的咖啡廳會面，而她同時也約了大衛。大衛先到，凱薩琳逼他承認他有外遇，並要他坦承一切。在克蘿伊到了後，大衛沒認出她，並顯得不認識她的樣子。凱薩琳這才意識到克蘿伊編造了自己和大衛的故事。
大衛坦承自己對其他女性或多或少有性幻想，並認為凱薩琳也該承認自己對其他男性有此想法。在凱薩琳再三否認後，她坦承自己雇用克蘿伊來測試他，並坦承自己和克蘿伊有性關係。她對大衛道歉，並表示大衛隨著年齡漸長而更有成熟魅力，但自己卻顯得蒼老，並認為這樣的自己無力再愛。之後兩人就此和解。
克蘿伊到凱薩琳和大衛的家，在凱薩琳的床上和麥可發生性關係，並在過程中看著凱薩琳的衣物和高跟鞋。在凱薩琳回家後，克蘿伊向她表示自己愛上了她，並向她索吻，凱薩琳答應了。麥可見到此景，凱薩琳嚇到之後撞到了克蘿伊，雖然克蘿伊抓住了窗框，但她選擇放手並墜樓身亡。一段日子之後，凱薩琳參加了麥可的畢業典禮，她把克蘿伊的髮夾別在自己頭上。

## 演員
| 演員                          | 角色                                |
| 亞曼達·塞佛瑞 Amanda Seyfried | 克蘿伊·史溫尼 Chloe Sweeney         |
| 連恩·尼遜 Liam Neeson         | 大衛·史都華 David Stewart           |
| 茱莉安·摩爾 Julianne Moore    | 凱薩琳·史都華 Dr. Catherine Stewart |
| 馬克斯·席瑞特 Max Thieriot    | 麥可·史都華 Michael Stewart         |

## 外部連結
- 官方网站
- AllMovie上《Chloe》的资料（英文）
- Box Office Mojo上《Chloe》的資料（英文）
- 互联网电影数据库（IMDb）上《Chloe》的资料（英文）